# Hyllus albofasciatus
Hyllus albofasciatus là một loài nhện trong họ Salticidae.
Loài này thuộc chi Hyllus. Hyllus albofasciatus được Tord Tamerlan Teodor Thorell miêu tả năm 1899.